# Monte Café
Monte Café és una localitat de São Tomé i Príncipe. Es troba al districte de Mé-Zóchi, al nord-est de l'illa de São Tomé. La seva població és de 710 (2008 est.). Està connectada amb la capital per la carretera EN3 i és prop de les localitats de Quinta da Graça a l'est i Nova Moça i Pousada al sud-oest. En 2008 s'hi va construir un museu del cafè amb suport del Programa de les Nacions Unides per al Desenvolupament.

## Evolució de la població
| 2001 | 2008 |
| 623  | 710  |

## Clubs esportius
- Agrosport, actualment juga a segona divisió regional.